# Caudellia
Caudellia is een geslacht van vlinders van de familie snuitmotten (Pyralidae), uit de onderfamilie Phycitinae.

## Soorten
- C. apyrella Dyar, 1904
- C. castalis Neunzig & Dow, 1993
- C. clara Heinrich, 1956
- C. colorella Dyar, 1914
- C. declivella Zeller, 1881
- C. floridensis Neunzig, 1990
- C. galapagosensis Landry & Neunzig, 2006
- C. nigrella Hulst, 1890
- C. pseudodeclivella Neunzig & Dow, 1993